# John Fawcett (director)
John Fawcett (nascut el 5 de març de 1968) és un director, escriptor i productor canadenc de cinema i televisió. Al costat de Graeme Manson, va co-crear i és director de la guardonada sèrie de televisió de Temple Street Productions Orphan Black.

## Carrera
Fawcett va començar la seva carrera fent anuncis abans de passar a dirigir vídeos musicals per a bandes com Cowboy Junkies, Lori Yates i Jeff Healey. Després va dirigir dos curtmetratges guanyadors de premis Half Nelson el 1991 i Scratch Ticket el 1994. El 1996, va estrenar el seu primer llargmetratge The Boys Club. El thriller dramàtic va ser nominat a cinc Premis Genie, inclòs a la millor direcció. Les altres pel·lícules més conegudes de Fawcett són la pel·lícula d’home llop del 2000 Ginger Snaps i la pel·lícula de terror del 2005 The Dark.
Al costat de Graeme Manson, va co-crear i és director de les guardonada sèrie de ciència-ficció de BBC America i Space Orphan Black.Ambdós havien col·laborat prèviament a la pel·lícula de 2001 Lucky Girl. La sèrie va ser un èxit crític i comercial. Es va estrenar el 30 de març de 2013 a Space al Canadà i a BBC America als Estats Units. El 16 de juny de 2016, la sèrie es va renovar per un període cinquena i última temporada de 10 episodis, que va ser estrenada el 10 de juny de 2017. La sèrie va guanyar un Premi Peabody el 2013, i ha guanyat i ha estat nominat a diversos Canadian Screen Awards. Fawcett també va rebre el Premi Hugo a la millor presentació dramàtica (forma curta) el 2015 per la seva direcció del final de la segona temporada del programa, "By Means Which Have Never Yet Been Tried".
Amb Graeme Manson, va rebre el 2015 CFC Award for Creative Excellence del Canadian Film Centre pel seu treball a Orphan Black.
La majoria dels seus altres treballs han estat per a televisió; ha dirigit episodis de moltes sèries, com ara Xena: Warrior Princess, Da Vinci's Inquest, Queer as Folk, Blade: The Series, Being Erica, Lost Girl, i Titans.